# Sakai Tatsuya
Tatsuya Sakai (坂井 達弥 Sakai Tatsuya, sinh ngày 19 tháng 11 năm 1990) là một cầu thủ bóng đá người Nhật Bản thi đấu cho Montedio Yamagata.

## Thống kê câu lạc bộ
Cập nhật đến ngày 23 tháng 2 năm 2017.
| Thành tích câu lạc bộ | Thành tích câu lạc bộ | Thành tích câu lạc bộ | Giải vô địch | Giải vô địch | Cúp                   | Cúp                   | Cúp Liên đoàn | Cúp Liên đoàn | Tổng cộng | Tổng cộng |
| Mùa giải              | Câu lạc bộ            | Giải vô địch          | Số trận      | Bàn thắng    | Số trận               | Bàn thắng             | Số trận       | Bàn thắng     | Số trận   | Bàn thắng |
| Nhật Bản              | Nhật Bản              | Nhật Bản              | Giải vô địch | Giải vô địch | Cúp Hoàng đế Nhật Bản | Cúp Hoàng đế Nhật Bản | J. League Cup | J. League Cup | Tổng cộng | Tổng cộng |
| --------------------- | --------------------- | --------------------- | ------------ | ------------ | --------------------- | --------------------- | ------------- | ------------- | --------- | --------- |
| 2009                  | Kanoya Taiiku Daigaku | -                     | -            | -            | 3                     | 0                     | -             | -             | 3         | 0         |
| 2010                  | Kanoya Taiiku Daigaku | -                     | -            | -            | 2                     | 0                     | -             | -             | 2         | 0         |
| 2012                  | Sagan Tosu            | J1 League             | 2            | 0            | -                     | -                     | 4             | 0             | 6         | 0         |
| 2013                  | Sagan Tosu            | J1 League             | 14           | 0            | 3                     | 0                     | 4             | 0             | 21        | 0         |
| 2014                  | Sagan Tosu            | J1 League             | 9            | 0            | 1                     | 0                     | 3             | 0             | 13        | 0         |
| 2015                  | Matsumoto Yamaga      | J1 League             | 3            | 0            | 0                     | 0                     | 4             | 2             | 7         | 2         |
| 2015                  | Sagan Tosu            | J1 League             | 0            | 0            | 0                     | 0                     | 0             | 0             | 0         | 0         |
| 2016                  | Sagan Tosu            | J1 League             | 0            | 0            | –                     | –                     | 1             | 0             | 1         | 0         |
| 2016                  | V-Varen Nagasaki      | J2 League             | 12           | 0            | 2                     | 0                     | –             | –             | 14        | 0         |
| Tổng                  | Tổng                  | Tổng                  | 40           | 0            | 11                    | 0                     | 16            | 2             | 67        | 2         |